# Belemoka
Belemoka est une commune rurale malgache située dans la partie ouest de la région de Fitovinany.